# Agnolotti
L’agnolotti, agnolo ou agnelot est une variété de pâte farcie de forme rectangulaire, plus rarement semi-circulaire, typique en Savoie française, et dans le Piémont italien. La farce peut être composée de viande et d'épinards mais aussi d'autres légumes ou de fromage.
L’agnolotti est typique dans la cuisine savoyarde, sous le nom d'agnelot, particulièrement dans la vallée de la Maurienne où il est farci à l'agneau, le nom semble provenir de cette recette traditionnelle.
Il peut être cuisiné par pochage dans l'eau bouillante, ou à la poêle avec un peu de beurre. Il est le plus souvent accompagné d'une sauce assez simple à la tomate ou au basilic, pour ne pas altérer la saveur de la farce.

## Dans la littérature
L'auteur savoyard Xavier de Maistre le mentionne sous le nom d'« agnelot » dans plusieurs de ses textes, comme dans ce poème :

« Sous un léger rouleau la pâte préparée s'étend en longs feuillets artistement pressée, du bout de ses cinq doigts […] Jeanne arrange en quinconce et place le hâchis […] Jeanne en fait d'agnelots penche sur l'ordre ouvert. Lorsqu'un large feuillet de la pâte amincie a recouvert le tout d'une surface unie […] Bientôt, au fond d'un plat où le beurre bouillonne, le ragoût arrangé lentement se mitonne […] Jeanne assigne sa place à chaque mamelon (les agnelots). »

— Xavier de Maistre